# 庫氏鸚竺鯛
庫氏鸚竺鯛（学名：Ostorhinchus cookii），又稱库氏天竺鲷、庫氏鸚天竺鯛，俗名大目側仔，为輻鰭魚綱鈎頭魚目天竺鲷科鸚竺鯛屬的其中一種。

## 分布
本魚分布於印度洋－西太平洋區，包括東非、南非、紅海、台灣、香港、日本、韓國、越南、印尼、菲律賓、巴布亞紐幾內亞、澳洲、新喀里多尼亞等海域。该物种的模式产地在澳大利亚昆士兰。

## 深度
水深1至10公尺。

## 特徵
本魚體延長而側扁，口大而略下位。體側約有5條暗褐色寬縱帶，第三條縱帶約位於中央，延伸至尾柄末端具一圓形暗斑，各鰭皆透明無色，背鰭硬棘7枚；背期軟條9枚；臀鰭硬棘2枚；臀鰭軟條8枚，體長可達10公分。

## 生態
本魚白天躲於石塊下的礁洞中，夜間則於附近覓食底棲性甲殼類動物，屬肉食性，於黃昏時交配，雄魚具有口孵習性，卵約7日化成仔魚，由雄魚吐出，具短暫的仔魚飄浮期。

## 經濟利用
可食用，通常以下雜魚處理。